# The Incredible Machine (album)
The Incredible Machine è il quinto album in studio del gruppo musicale country statunitense Sugarland, pubblicato il 19 ottobre 2010.

## Tracce
1. All We Are – 3:48
2. Incredible Machine – 5:01
3. Stuck Like Glue – 4:07
4. Tonight – 4:33
5. Stand Up – 3:40
6. Incredible Machine (Interlude) – 1:28
7. Every Girl Like Me – 4:13
8. Little Miss – 4:31
9. Find the Beat Again – 2:59
10. Wide Open – 3:31
11. Shine the Light – 5:03